# Três Fronteiras (ort)
Três Fronteiras är en ort i Brasilien.   Den ligger i kommunen Três Fronteiras och delstaten São Paulo, i den södra delen av landet, 600 km sydväst om huvudstaden Brasília. Três Fronteiras ligger 404 meter över havet och antalet invånare är 5 427.
Terrängen runt Três Fronteiras är platt. Närmaste större samhälle är Santa Fé do Sul, 4,6 km nordväst om Três Fronteiras.
Omgivningarna runt Três Fronteiras är en mosaik av jordbruksmark och naturlig växtlighet. Runt Três Fronteiras är det ganska glesbefolkat, med 32 invånare per kvadratkilometer.